# Vryheid
Vryheid  és una localitat dedicada a la mineria del carbó i la ramaderia dins la província de KwaZulu-Natal, a Sud-àfrica. Vryheid en afrikaans vol dir "llibertat". Després que els mercenaris britànics i bòers haguessin ajudat Dinuzulu a derrota el seu rival per la successió del tron zulu Usibepu, aconseguiren que aquest els concedís terres de conreu al llarg del riu Mfolozi. El 5 d'agost de 1884 els mercenaris fundaren la Niewe Republiek (República Nova) amb Vryheid com a capital. Més tard fou incorporat a la República de Transvaal, però al final del Segona Guerra Bòer la ciutat i la seva àrea circumdant fou absorbida per la Colònia de Natal. Degut a la seva història, els ultranacionalistes afrikaners del Moviment de Resistència Afrikaner (AWB) l'han reclamat com a part del seu somniat Volkstaat.